# Erft

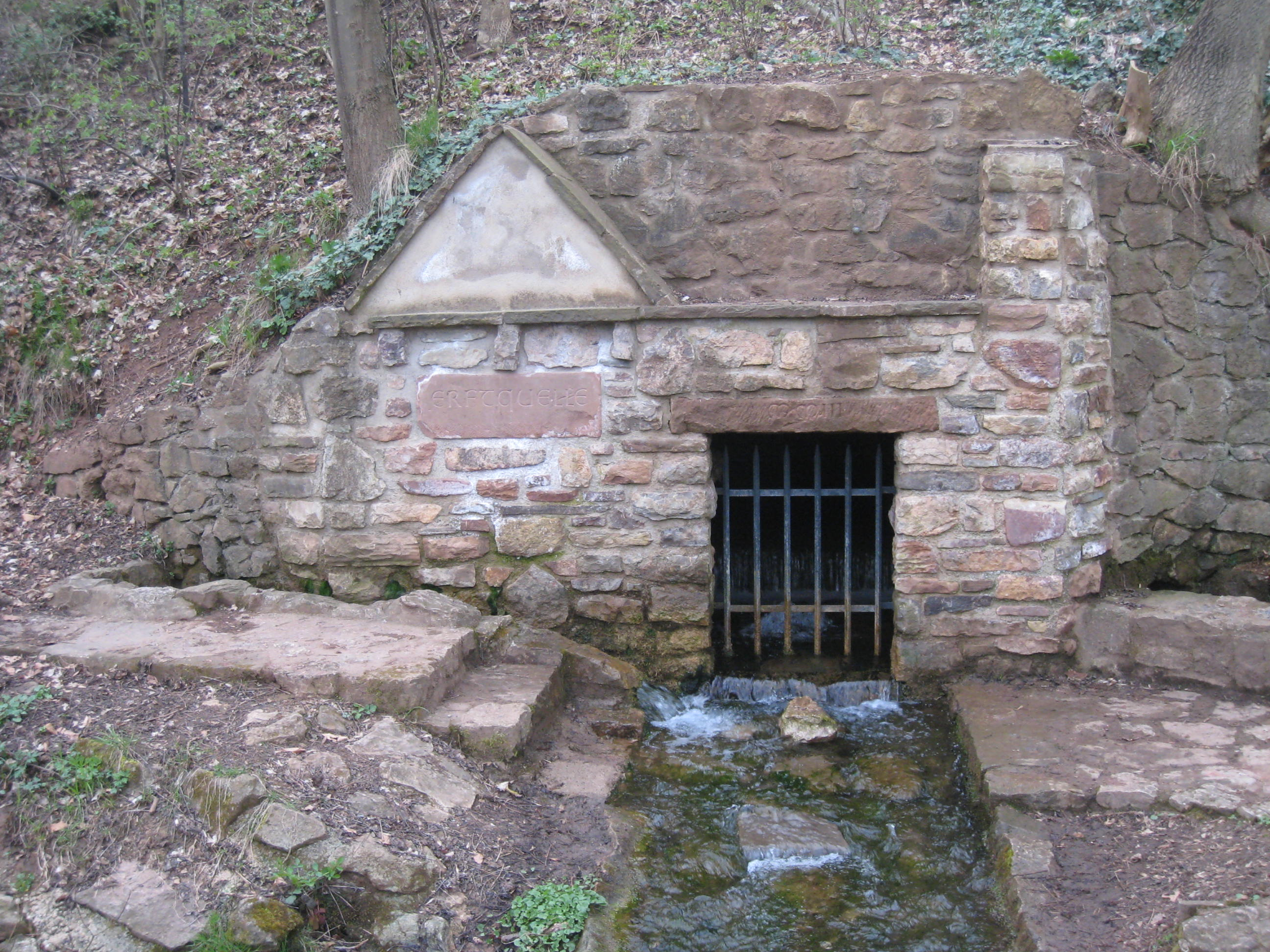
Source de l’Erft près de Holzmülheim

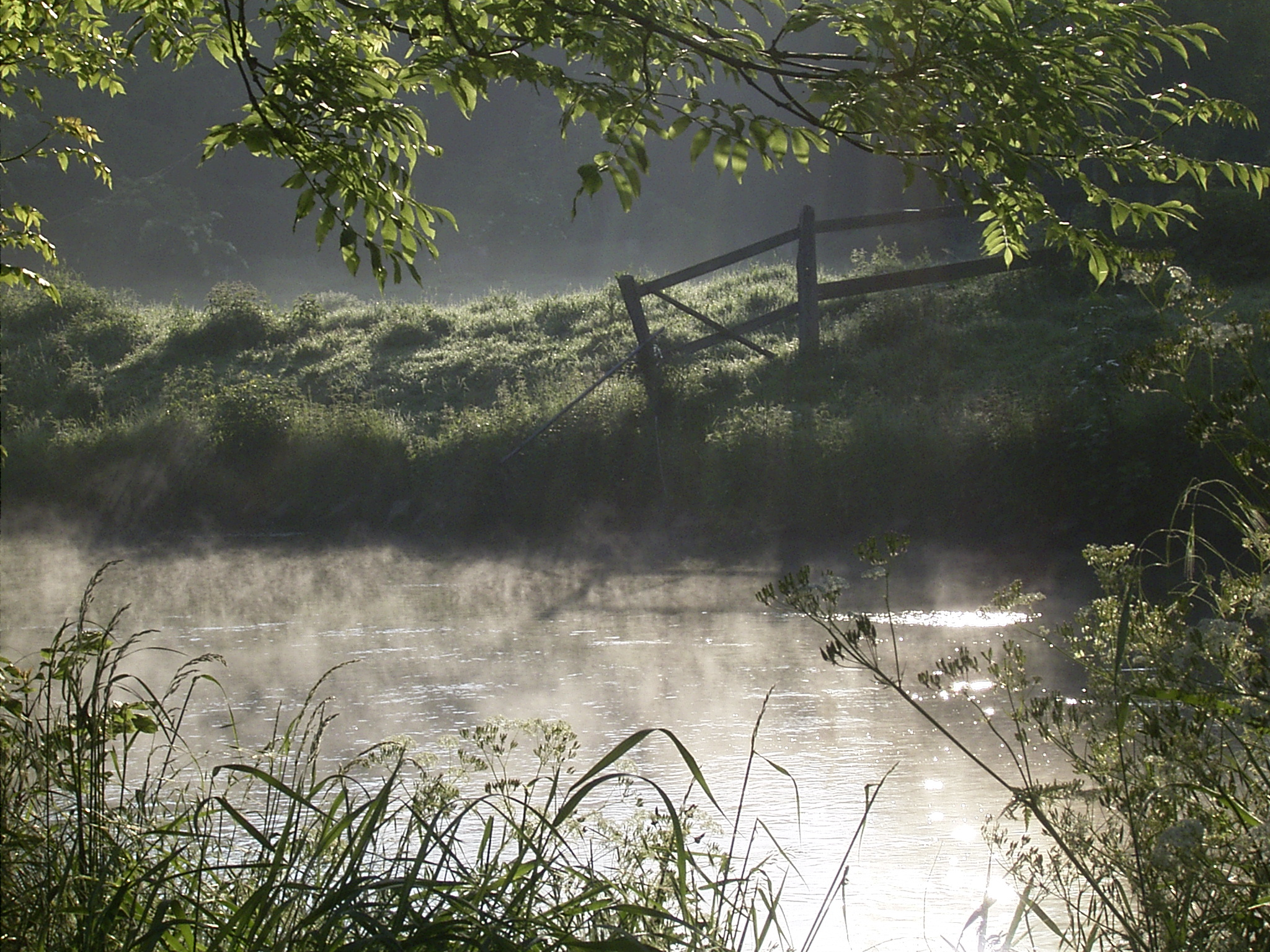
L’Erft dans les environs de Grevenbroich.

L’Erft est un affluent du Rhin par le sud-ouest, long de 107 km. Il se situe en totalité dans la région de Rhénanie-du-Nord-Westphalie (Allemagne). Ce cours d'eau, très artificialisé à la suite des rejets des eaux d'exhaure des mines de lignite, et envahi par des espèces exogènes en provenance de la vallée du Rhin, fait depuis 1975 l'objet de mesures de renaturation considérables.

## Géographie

### Cours de la rivière
Cette rivière naguère poissonneuse prend sa source sur les coteaux nord-ouest de la chaîne de l'Ahrgebirge (de), dans l'Eifel et l’arrondissement d'Euskirchen, au pied du mont Himberg (550 m d'altitude) à proximité de Nettersheim-Holzmülheim.
De là elle s'écoule d'abord en direction du nord-est puis vers le nord. Dans son cours supérieur, elle traverse d'abord le bassin d'expansion de crue d’Eicherscheid puis la ville thermale de Bad Münstereifel. Elle arrose, plus en aval, les localités d'Euskirchen et de Weilerswist, où elle est franchie par l'échangeur de l’A61 à Bliesheim, puis par le viaduc de l'A553.
Elle reçoit son principal affluent, la Swist, au nord de Weilerswist puis traverse l'A1 longe ensuite l'A61 jusqu'à Bedburg via Kerpen (en passant sous le viaduc de l'A4 à l'est de l'échangeur de Kerpen), et via Bergheim. À l'amont de Grevenbroich elle passe sous le viaduc de l'A540 et atteint les faubourgs de Neuss, où elle recoupe l'A57, avant de se déverser dans le Rhin à Neuss-Grimlinghausen, au sud du pont du Cardinal Josef Frings de Düsseldorf. Ce site fut en 1475 le théâtre d'un siège mené par Charles le Téméraire. L’Erft arrose au total trois arrondissements et leur chef-lieu ; de l'amont vers l'aval, ce sont l’arrondissement d'Euskirchen, l’arrondissement de Rhin-Erft et l’arrondissement de Rhin Neuss.
À Neuss, un seuil déversoir latéral transfère une partie des eaux de la rivière vers l'Obererft.

### Localités
Les localités suivantes (de l'amont vers l'aval) sont arrosées par l'Erft :
| - Nettersheim-Holzmülheim - Bad Münstereifel-Schönau - Bad Münstereifel - Bad Münstereifel-Iversheim - Bad Münstereifel-Arloff - Euskirchen-Kreuzweingarten - Euskirchen-Rheder - Euskirchen-Stotzheim - Euskirchen - Euskirchen-Wüschheim - Weilerswist-Bodenheim - Weilerswist-Lommersum - Weilerswist-Hausweiler - Weilerswist-Vernich - Weilerswist - Erftstadt-Bliesheim | - Erftstadt-Liblar - Erftstadt-Blessem - Erftstadt-Dirmerzheim - Erftstadt-Gymnich - Kerpen-Brüggen - Kerpen-Balkhausen - Kerpen-Türnich - Kerpen - Kerpen-Horrem - Bergheim-Quadrath-Ichendorf - Bergheim - Bergheim-Zieverich - Bergheim-Thorr - Bergheim-Paffendorf - Bergheim-Glesch - Bedburg - Bedburg-Kaster | - Bedburg-Broich - Grevenbroich-Frimmersdorf - Grevenbroich-Gustorf - Grevenbroich-Neuenhausen - Grevenbroich - Grevenbroich-Wevelinghoven - Grevenbroich-Kapellen - Grevenbroich-Hülchrath - Neuss-Holzheim-Minkel - Neuss-Holzheim - Neuss-Weckhoven - Neuss-Selikum - Neuss-Erfttal - Neuss-Gnadental - Neuss-Grimlinghausen |

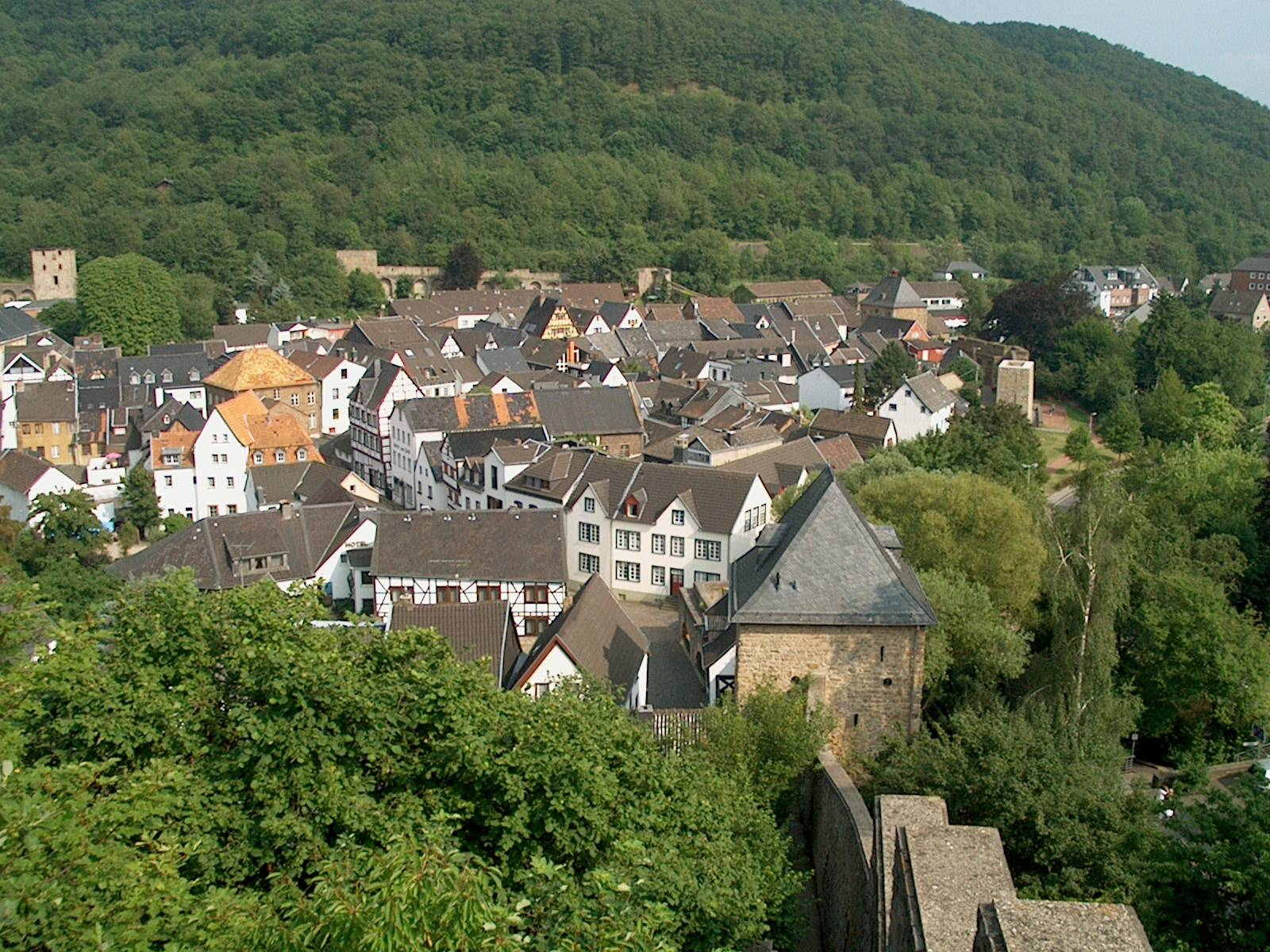
Vallée de l'Erft à Bad Münstereifel
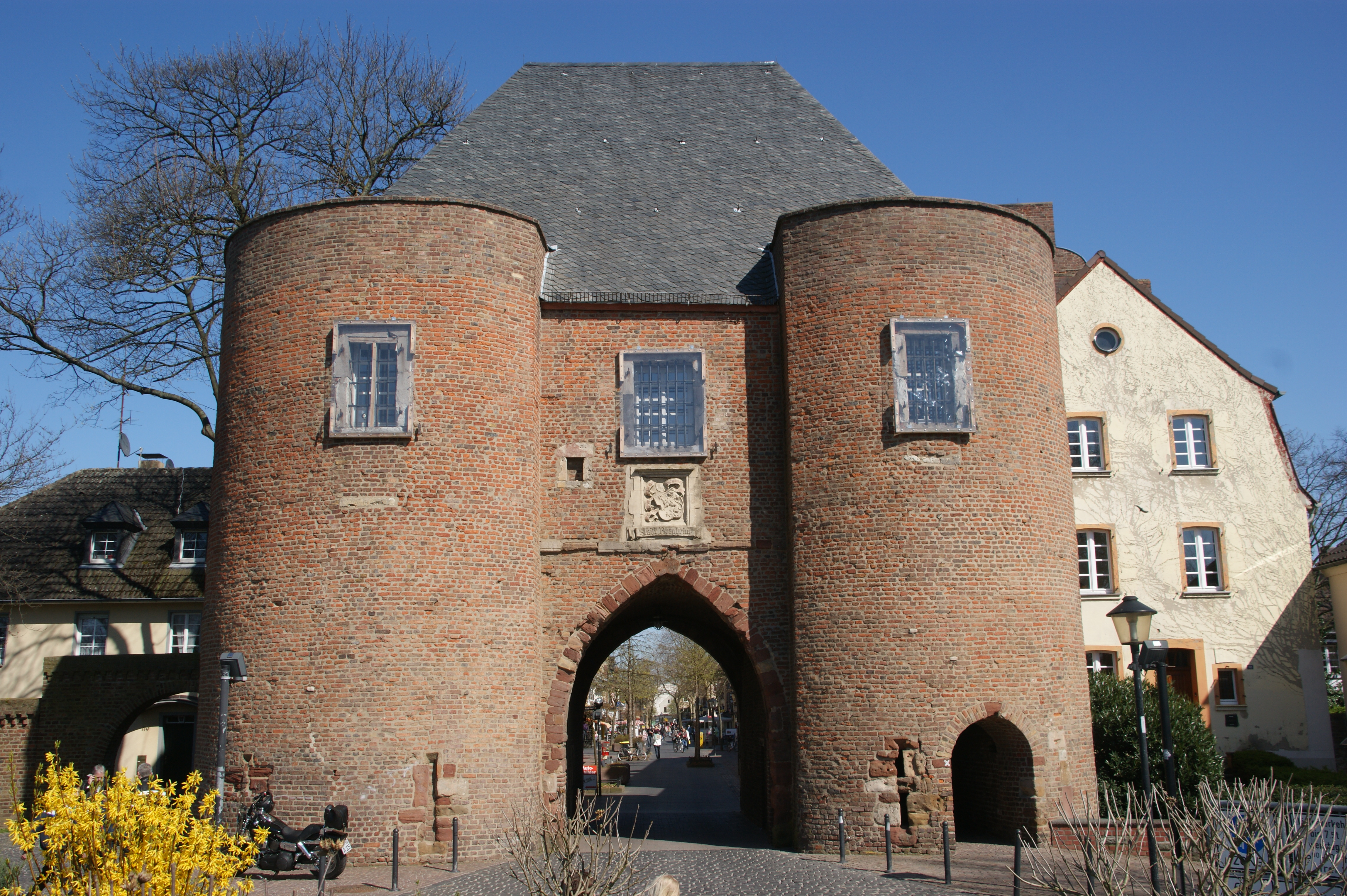
La « Porte d'Aix-la-Chapelle (de) » à Bergheim est le symbole de l'arrondissement Rhin-Erft.
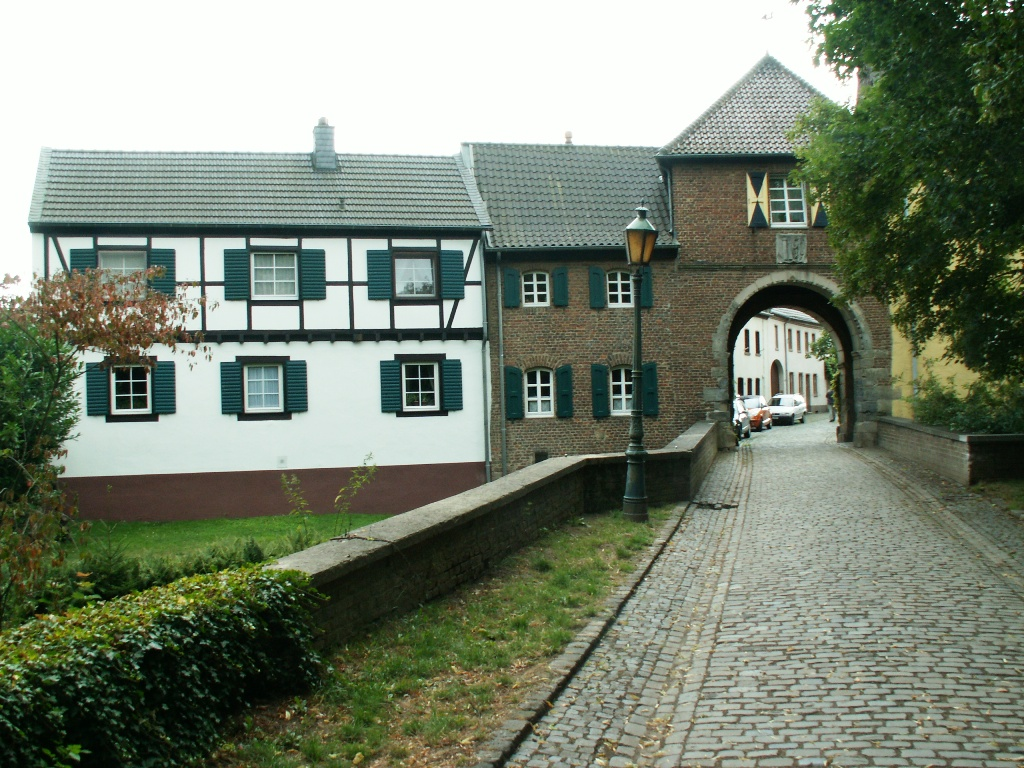
La « Porte de l’Erft » à Kaster
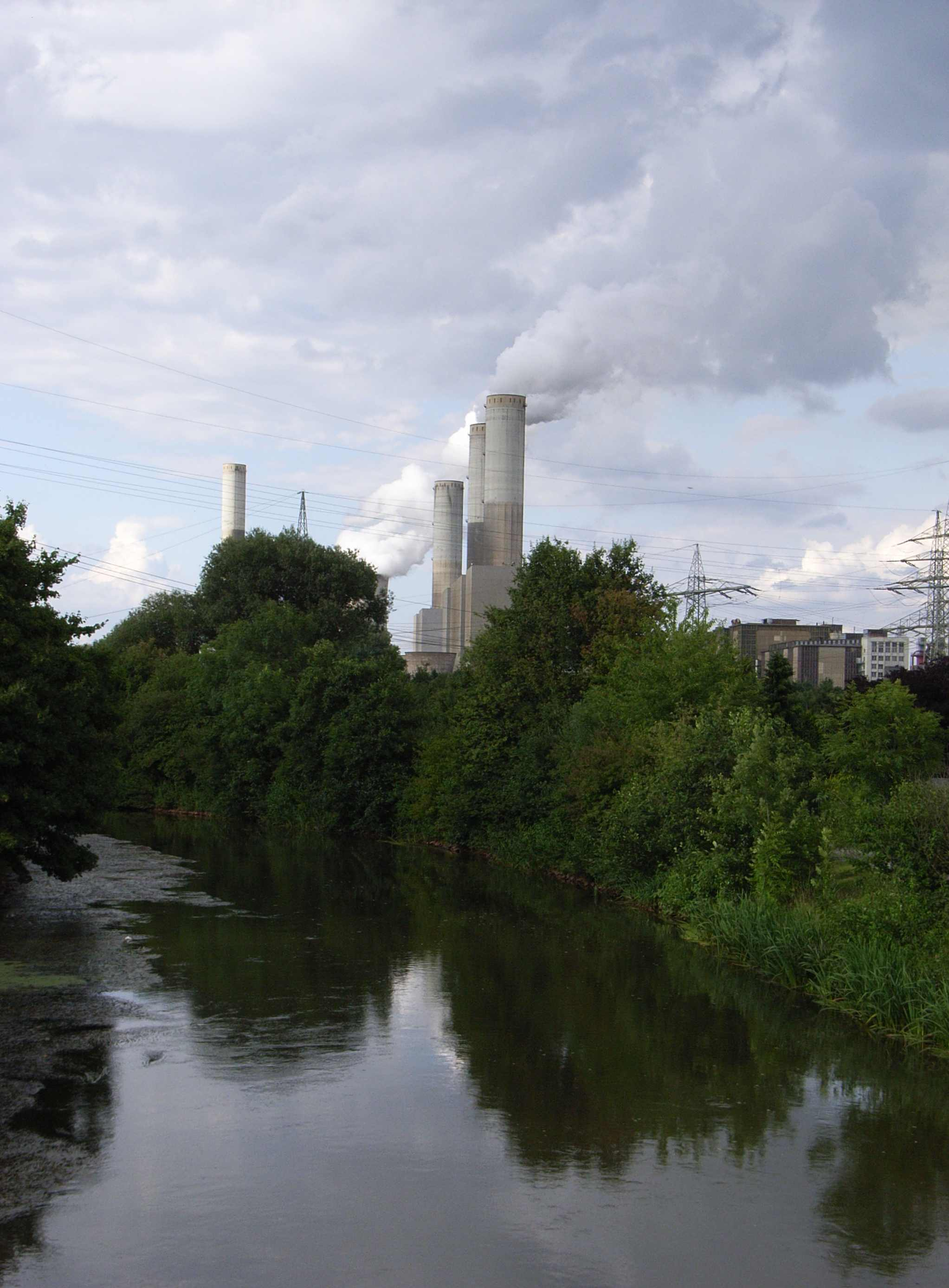
La centrale à charbon de Frimmersdorf sur l’Erft canalisé
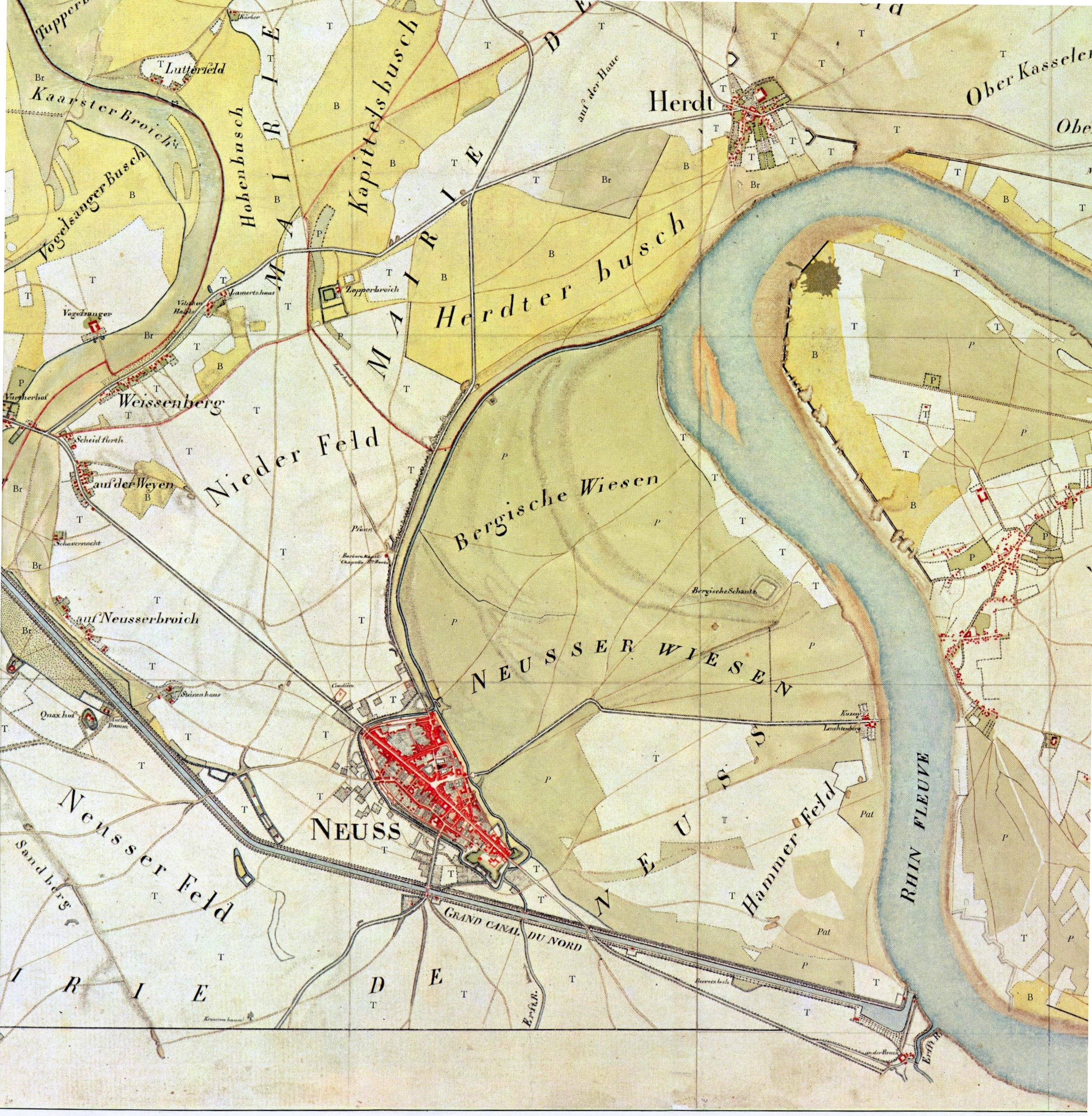
L’ancienne et la nouvelle embouchure de l’Erft sur la carte Tranchot (1805)

## Histoire

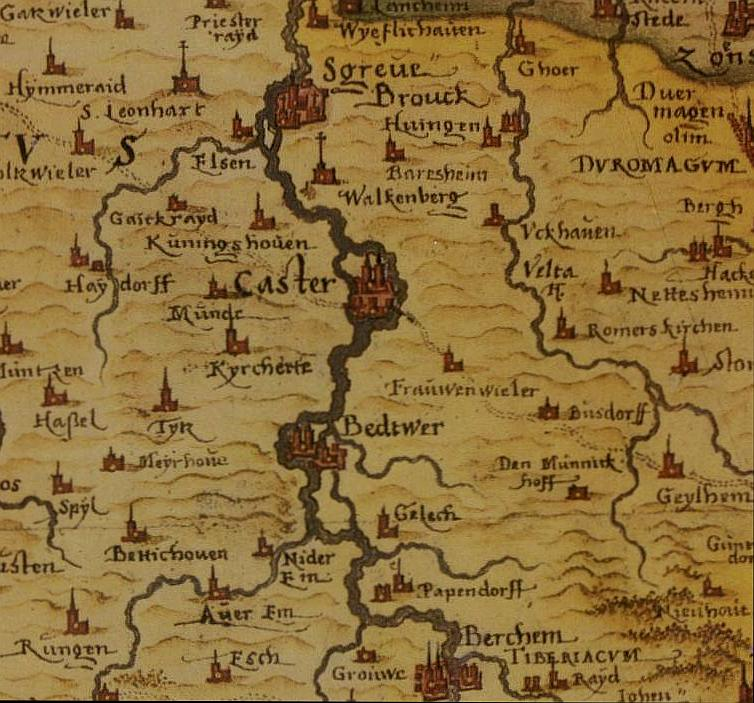
La vallée de l’Erft sur la carte de Kasten de Christian Sgrooten (vers 1557).

Cette rivière est mentionnée pour la première fois dans un document du VIIe siècle sous le nom d’Arnapa. Elle est ensuite citée comme l’Arnefe et l’Arlefe puis, en 1320, Arfe.
En 1969, la rivière a donné son nom à la ville d'Erftstadt, tandis que la réforme des Intercommunalités, au 1er janvier 1975, a créé le nouvel arrondissement de l’Erft, regroupé le 1er novembre 2003 pour former l’Arrondissement de Rhin-Erft. On retrouve également le nom de la rivière dans deux lignes de chemin de fer : l’Erftbahn reliant Bedburg à Horrem et l’Erfttalbahn reliant Euskirchen à Bad Münstereifel.
Au cours des inondations de juillet 2021 en Europe, le cours de la rivière est capté par une gravière située sur la commune d'Erftstadt et dont l'une des parois cède sous la pression de l'eau,,. L'Erft s'y engouffre alors, entraînant une importante érosion régressive qui détruit maisons, chaussée, canalisations, etc et faisant plusieurs dizaines de morts et de disparus dans le quartier de Blessem situé juste en amont,,. À la place de l'ancienne gravière, un lac alimenté par les eaux de l'Erft se forme alors progressivement, une partie de l'eau s'infiltrant toutefois en sous-sol, drainée par la couche de gravier jusqu'alors exploitée. Cette situation posant des problèmes de stabilité de terrain pour les environs de la gravière avec un risque de nouvel effondrement de ses parois, des solutions de drainage et de rétablissement du cours naturel de la rivière sont étudiés dans les semaines qui suivent.

## Exploitation

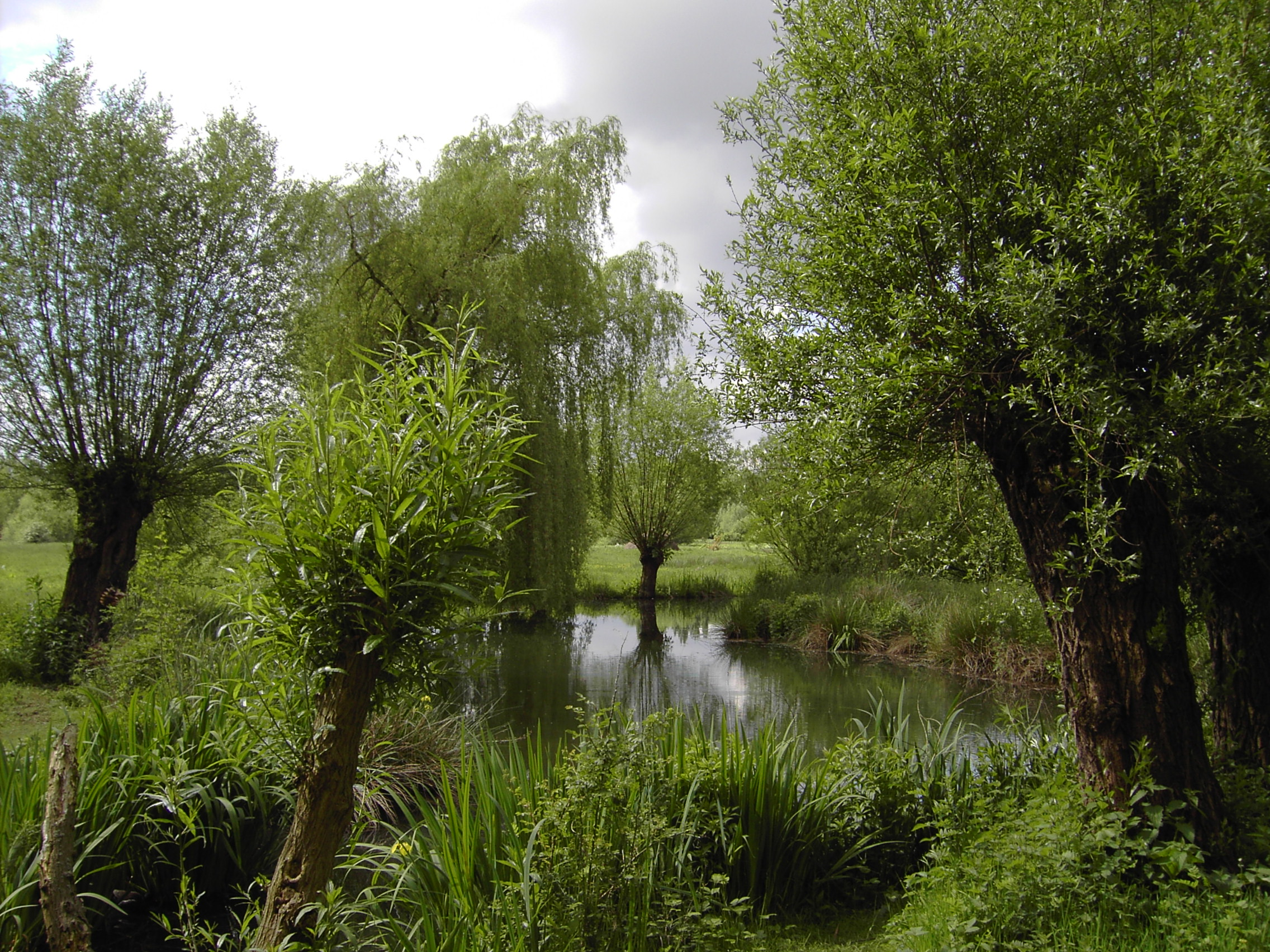
Paysage typique de l'Aue, à proximité du Musée de l'île de Hombroich, à Neuss

De Türnich à Bedburg, l’Erft atteint par endroits une largeur de 20 m. Son lit a été détourné à plusieurs reprises ; ses eaux servaient à exploiter les mines de lignite et la rivière fut ensuite recalibrée. Le déversement des eaux d'exhaure a considérablement accru le débit de l'Erft : en 1955 son débit n'était encore que de 5 m3/s, alors que de 1965 à 1975 il a dépassé les 26 m3/s. Le transfert des exploitations de lignite vers la région d'Erkelenz a fait diminuer ces apports d'eau d'exhaure, et même asséché tant soit peu la zone humide du parc naturel de la vallée de Schwalm-Nette. L’Erft est depuis redevenu une petite rivière dont le débit n'excède plus guère 3 m3/s et son aspect s'en trouve bouleversé. Jusqu'en 2015 l'Association de l'Erft rempiétera les berges jusqu'à l'île de Hombroich (Neuss-Holzheim), afin que la rivière retrouve son cours naturel. Dans le cadre du projet du méandre de Wevelinghoven, plusieurs berges du lit romain de l'Erft feront l'objet d'une campagne de renaturation dans l'esprit des recherches de l'Association du Paysage Rhénan (LVR). Ces travaux, qui se poursuivront jusqu'à Bedburg, s'étaleront jusqu'en 2045.

## Espèces invasives de la vallée de l'Erft
Le déversement dans l'Erft des eaux issues de l'exploitation du lignite a favorisé la prolifération d'espèces introduites telles le millefeuille du Brésil ou la peste aquatique d'Amérique Latine. Chaque année, quelque 300 000 000 m3 d'eau saumâtre tirée des mines de lignite sont rejetés dans l'Erft. À cela s'ajoutent les rejets d'eau de la centrale à lignite de Frimmersdorf. Même en hiver, la température moyenne de l'eau monte jusqu'à 15 °C et l'été à 28 °C. La vallée moyenne présente une température supérieure de 8 °C à celle du cours supérieur. L'eau de rejet est délestée à l'aval d'Erftstadt.
Dès les années 1990, des pêcheurs ont signalé trois captures de piranhas qui, contrairement à la perche soleil, n'ont pu se multiplier, mais qui sont des espèces d'aquarium rejetées en rivière et dont la survie ne pouvait dépasser quelques mois. On a également signalé la présence de guppys et de tortues de Floride,.
C'est pourquoi le BUND a interrompu la construction de la centrale à lignite de Neurath.
Les espèces invasives de l’Erft sont
- Branchiura sowerbyi, un ver aquatique (sub)tropical de la famille des Naididae
- Palourde asiatique (Corbicula fluminea), Extrême-orient, venu par la vallée du Rhin
- crevette tueuse (Dikerogammarus villosus), Europe de l'Est
- Moule zébrée (Dreissena polymorpha) , bassin aralo-caspien
- Girardie tigrée (Dugesia tigrina), Nord des Antilles
- Crabe chinois (Eriocheir sinensis), Chine, venu par la vallée du Rhin
- Isopode d'Istrie (Jaera istri), bassin aralo-caspien, venu par la vallée du Rhin
- écrevisse américaine, Amérique du Nord
- Mollusque tacheté nain (Potamopyrgus antipodarum), Nouvelle-Zélande
- Perche soleil (Lepomis gibbosus), Amérique du Nord
- Pseudorasbora parva, Russie sibérienne
- tortue à tache en forme de lettre, Floride

Les plantes invasives de l’Erft sont,
- Grandes Azolla (Azolla filiculoides), Amérique latine subtropicale
- Algue queue de cheval (Compsopogon hookeri), Indes
- Élodée tréflée (Egeria densa), Amérique latine
- Élodée du Canada ou peste des eaux canadienne (Elodea canadensis), Amérique du Nord
- Lentille d'eau (Lemna aequinoctalis), zone tropicale
- Lentille d'eau (Lemna minuta), zone tropicale
- Millefeuille aquatique dit millefeuille du Brésil, Amérique latine subtropicale
- Laitue d'eau (Pistia stratiotes), zone tropicale
- Feuille de chêne mexicaine (Shinnersia rivularis), Amérique centrale
- Vallisnérie spiralée (Vallisneria spiralis), zone tropicale

## Sites remarquables et tourisme
Les berges de l'Erft ont été aménagées de nombreux châteaux au fil des siècles (de l'amont vers l'aval):
- château fort de Hardtburg à Euskirchen-Stotzheim
- château de Türnich à Kerpen-Türnich
- château fort de Hemmersbach à Kerpen-Horrem
- château de Frensen
- château de Paffendorf à Bergheim
- château de Bedburg (où se tint le procès des loups-garous en 1589 )
- château de Grevenbroich
- château fort de Wölker dans le jardin de la ville de Grevenbroich-Wevelinghoven
- Motte castrale de Zubend à Grevenbroich-Wevelinghoven
- Ancienne sacristie de Grevenbroich-Wevelinghoven
- Abbaye de Langwaden à Grevenbroich
- château de Hülchrath (de) à Grevenbroich-Hülchrath
- château de Reuschenberg à Neuss-Selikum

Et puis aussi: 
- Musée de l'île Hombroich à Neuss-Holzheim
- beaucoup d'autres mottes et moulins à aubes

## Loisirs
Les berges de l’Erft sont aménagées en véloroutes qui forment l’Erft-Radweg, un itinéraire de 110 km de la source de la rivière à sa confluence avec le Rhin.
L’Erft est pratiquée par les kayakistes : leur secteur de slalom favori se trouve entre les moulins d'Erprath et le Rhin, en passant par le pont romain.